# 程可文
程可文（16世紀—1600年），字楙醇，號玉笥，湖廣黄州府广济县軍籍，明朝政治人物。同进士出身。

## 生平
四月十八日生，治诗经。萬曆十六年（1588年）戊子科湖廣鄉試第三十二名舉人，萬曆二十三年（1595年）乙未科三甲五十二名进士，都察院觀政，本年六月授任浙江臨海縣知縣。二十六年考察降用，二十八年卒。

## 家族
曾祖程元遜。祖程希夔，寿官。父程椿，庠生。母馮氏，继母陈氏。具庆下。娶田氏，子之殿、之璧。